# 温俊峰
温俊峰（1929年04月20日—2025年4月23日），山东冠县人，航空发动机设计专家，中国工程院院士，烟台大学学术委员会主任、教授。

## 履历
- 1956年，于北京航空学院研究生班毕业。[2]
- 1997年，当选中国工程院院士。[2]